# Municipio de Knox (condado de Pottawattamie)
El municipio de Knox (en inglés: Knox Township) es un municipio ubicado en el condado de Pottawattamie en el estado estadounidense de Iowa. En el año 2010 tenía una población de 1724 habitantes y una densidad poblacional de 18,66 personas por km².

## Geografía
El municipio de Knox se encuentra ubicado en las coordenadas 41°27′40″N 95°19′11″O / 41.46111, -95.31972. Según la Oficina del Censo de los Estados Unidos, el municipio tiene una superficie total de 92.38 km², de la cual 91,17 km² corresponden a tierra firme y (1,31 %) 1,21 km² es agua.

## Demografía
Según el censo de 2010, había 1724 personas residiendo en el municipio de Knox. La densidad de población era de 18,66 hab./km². De los 1724 habitantes, el municipio de Knox estaba compuesto por el 98,96 % blancos, el 0,17 % eran afroamericanos, el 0,12 % eran amerindios, el 0,12 % eran asiáticos, el 0,12 % eran de otras razas y el 0,52 % eran de una mezcla de razas. Del total de la población el 1,62 % eran hispanos o latinos de cualquier raza.